# Macedo de Cavaleiros
Macedo de Cavaleiros – miejscowość w Portugalii, leżąca w dystrykcie Bragança, w regionie Północ w podregionie Alto Trás-os-Montes. Miejscowość jest siedzibą gminy o tej samej nazwie.

## Demografia
| Liczba ludności gminy Macedo de Cavaleiros (1864–2011) | Liczba ludności gminy Macedo de Cavaleiros (1864–2011) | Liczba ludności gminy Macedo de Cavaleiros (1864–2011) | Liczba ludności gminy Macedo de Cavaleiros (1864–2011) | Liczba ludności gminy Macedo de Cavaleiros (1864–2011) | Liczba ludności gminy Macedo de Cavaleiros (1864–2011) | Liczba ludności gminy Macedo de Cavaleiros (1864–2011) | Liczba ludności gminy Macedo de Cavaleiros (1864–2011) | Liczba ludności gminy Macedo de Cavaleiros (1864–2011) |
| ------------------------------------------------------ | ------------------------------------------------------ | ------------------------------------------------------ | ------------------------------------------------------ | ------------------------------------------------------ | ------------------------------------------------------ | ------------------------------------------------------ | ------------------------------------------------------ | ------------------------------------------------------ |
| 1864                                                   | 1900                                                   | 1930                                                   | 1960                                                   | 1981                                                   | 1991                                                   | 2001                                                   | 2004                                                   | 2011                                                   |
| 17 208                                                 | 19 200                                                 | 19 781                                                 | 26 199                                                 | 21 608                                                 | 18 930                                                 | 17 449                                                 | 17 210                                                 | 15 776                                                 |

## Sołectwa
Sołectwa gminy Macedo de Cavaleiros (ludność wg stanu na 2011 r.):
- Ala – 417 osób
- Amendoeira – 427 osób
- Arcas – 262 osoby
- Bagueixe – 156 osób
- Bornes – 390 osób
- Burga – 53 osoby
- Carrapatas – 197 osób
- Castelãos – 443 osoby
- Chacim – 265 osób
- Cortiços – 296 osób
- Corujas – 168 osób
- Edroso – 95 osób
- Espadanedo – 188 osób
- Ferreira – 194 osób
- Grijó –371 osób
- Lagoa – 312 osób
- Lamalonga – 402 osby
- Lamas – 278 osób
- Lombo – 346 osób
- Macedo de Cavaleiros – 6257 osób
- Morais – 644 osoby
- Murçós – 134 osoby
- Olmos – 208 osób
- Peredo – 258 osób
- Podence – 250 osób
- Salselas – 386 osób
- Santa Combinha – 56 osób
- Sesulfe – 263 osoby
- Soutelo Mourisco – 31 osób
- Talhas –316 osób
- Talhinhas – 173 osoby
- Vale Benfeito – 181 osób
- Vale da Porca – 286 osób
- Vale de Prados – 431 osób
- Vilar do Monte – 104 osoby
- Vilarinho de Agrochão – 235 osób
- Vilarinho do Monte – 67 osób
- Vinhas – 236 osób